# Риндін Кузьма Васильович
Кузьма Васильович Риндін (24 серпня 1893, село Єрал Уфимського повіту Уфимської губернії, тепер Ашинського району Челябінської області, Російська Федерація — розстріляний 10 лютого 1938, місто Москва, тепер Російська Федерація) — радянський партійний діяч, 2-й секретар Московського обласного і міського комітетів ВКП(б), 1-й секретар Челябінського обласного комітету ВКП(б). Член ВЦВК, ЦВК СРСР. Кандидат у члени ЦК ВКП(б) у 1924—1930 роках. Член ЦК ВКП(б) у 1930—1937 роках.

## Життєпис
Народився в родині ремісника. У 1905 році закінчив початкову школу в селі Єрал Уфимського повіту.
У 1905—1910 роках наймитував у заможних селян, у 1910—1912 роках — двірник-сторож сільської лікарні села Єрал Уфимського повіту. У 1912—1914 роках — ремонтний робітник на станції Кропачово і роз'їзді Єрал Північно-Західної залізниці.
У 1914—1916 роках — маляр, слюсар із складання машин Сімського залізоробного заводу сільськогосподарського машинобудування в селищі Сімський (Сім) Златоустівського повіту Уфимської губернії.
Член РСДРП(б) з листопада 1915 року.
Організатор молодіжного робітничого гуртка, потім більшовицької організації в селищі Сім. У 1916 році брав участь в організації революційної маївки. Був заарештований, деякий час перебував у в'язниці.
У 1916 році виїхав до міста Ревди, де працював слюсарем на металургійному заводі. Потім переїхав до Нижнього Тагілу, працював токарем механічного заводу. Після Лютневої революції 1917 року повернувся в селище Сімський (Сім).
У 1917—1918 роках — голова Сімського районного комітету РСДРП(б), член Сімського революційного комітету.
З червня 1918 року — на підпільній роботі в колчаківському тилу. З вересня 1918 року — член підпільного комітету РКП(б) Сімського заводу.
З 1919 року — член виконавчого комітету Уфимської губернської ради, член Уфимського губернського комітету РКП(б).
У 1919—1920 роках — голова Уфимської губернської надзвичайної комісії (ЧК).
У 1920 році — на політичній роботі на Західному фронті РСЧА.
У 1921—1922 роках — відповідальний секретар Златоустівського повітового комітету РКП(б). Одночасно у 1921—1923 роках — голова виконавчого комітету Златоустівської повітової ради Челябінської губернії.
У 1923—1924 роках — відповідальний секретар Лисьвенського районного комітету РКП(б) Уральської області.
У 1924 році закінчив екстерном школу ІІ ступеня в місті Лисьва Уральської області.
У 1924—1925 роках — відповідальний секретар Нижньо-Тагільского окружного комітету РКП(б).
У грудні 1925 — серпні 1927 року — відповідальний секретар Пермського окружного комітету ВКП(б).
У серпні 1927 — березні 1928 року — 2-й секретар Уральського обласного комітету ВКП(б).
У березні 1928 — вересні 1929 року — відповідальний інструктор ЦК ВКП(б).
З жовтня 1928 по 1929 рік — голова Московської міської контрольної комісії ВКП(б).
19 вересня 1929 — 14 червня 1930 року — голова Московської обласної контрольної комісії ВКП(б) та завідувач Московської обласної робітничо-селянської інспекції.
22 липня 1930 — 25 лютого 1931 року — 2-й секретар Московського обласного комітету ВКП(б).
25 лютого 1931 — 23 січня 1932 року — 2-й секретар Московського міського комітету ВКП(б).
У січні 1932 — 16 січня 1934 року — 2-й секретар Московського обласного комітету ВКП(б).
22 січня 1934 — 22 жовтня 1937 року — 1-й секретар Челябінського обласного комітету ВКП(б).
12 жовтня 1937 року заарештований органами НКВС у місті Москві. Відразу ж після арешту виведений опитуванням зі складу ЦК ВКП(б) та виключений із партії. Звинувачений в участі в контрреволюційній терористичній організації. 8 лютого 1938 року засуджений Військовою колегією Верховного суду СРСР до розстрілу, страчений 10 лютого 1938 року. Похований на Бутовському полігоні селища Комунарки біля Москви.
14 березня 1956 року реабілітований посмертно, 22 березня 1956 року відновлений в членах КПРС.

## Нагороди
- орден Леніна (20.12.1935)